# Libyan Football Federation

Ehemaliges Logo des Verbandes

Die Libyan Football Federation (LFF; arabisch الاتحاد الليبي لكرة القدم, DMG al-Ittiḥād al-lībī li-kurat al-qadam) ist der Dachverband der Fußballvereine in Libyen. Er hat seinen Sitz in der Hauptstadt Tripolis.
Der LFF ist seit 1964 Mitglied der FIFA, seit 1965 Mitglied des afrikanischen Fußballverbandes CAF und zudem Mitglied der arabischen Fußball-Union UAFF.

## Ligen und Wettbewerbe
- Libyan League Division I

## Nationalmannschaften
- Libysche Fußballnationalmannschaft der Männer
- Libysche Fußballnationalmannschaft der Frauen